# Чемпіонат Європи з хокею із шайбою серед юніорів 1975
Чемпіонат Європи з хокею із шайбою серед юніорів 1975 — восьмий чемпіонат Європи з хокею із шайбою серед юніорів. Чемпіонат пройшов у місті Гренобль (Франція) з 21 березня по 30 березня 1975. Чемпіоном Європи стала юнацька збірна СРСР.

## Група А

### Підсумкова таблиця
| Збірна            | 1    | 2   | 3    | 4   | 5    | 6    | ШЗ/ШП | О | ОМК* | Різ. шайб |
| ----------------- | ---- | --- | ---- | --- | ---- | ---- | ----- | - | ---- | --------- |
| 1. СРСР           |      | 3:4 | 8:0  | 4:1 | 10:2 | 7:1  | 32:08 | 8 | 2    | +7        |
| 2. Чехословаччина | 4:3  |     | 3:4  | 3:1 | 7:1  | 8:4  | 25:13 | 8 | 2    | 0         |
| 3. Швеція         | 0:8  | 4:3 |      | 6:1 | 11:2 | 15:3 | 36:17 | 8 | 2    | -7        |
| 4. Фінляндія      | 1:4  | 1:3 | 1:6  |     | 4:3  | 3:3  | 10:19 | 3 |      |           |
| 5. Польща         | 2:10 | 1:7 | 2:11 | 3:4 |      | 6:2  | 14:34 | 2 |      |           |
| 6. ФРН            | 1:7  | 4:8 | 3:15 | 3:3 | 2:6  |      | 13:39 | 1 |      |           |

 ОМК* очки між командами в особистих зустрічах.
Група «А» розширювалась з наступного чемпіонату до восьми збірних.

### Призи та нагороди чемпіонату
| Нагорода            | Гравець        | Збірна         |
| ------------------- | -------------- | -------------- |
| Найкращий бомбардир | Кент Нільссон  | Швеція         |
| Найкращий воротар   | Сргій Бабіріко | СРСР           |
| Найкращий захисник  | Бйорн Юганссон | Швеція         |
| Найкращий нападник  | Карел Голий    | Чехословаччина |

Фейр-Плей здобула збірна Швеції.

## Група В
Матчі пройшли в Герізау (Швейцарія) 15 — 22 березня 1975.

### Попередній раунд
Група 1
| Збірна       | 1    | 2    | 3    | 4    | ШЗ/ШП | О |
| ------------ | ---- | ---- | ---- | ---- | ----- | - |
| 1. Швейцарія |      | 16:3 | 13:1 | 9:1  | 38:05 | 6 |
| 2. Югославія | 3:16 |      | 7:0  | 4:4  | 14:20 | 3 |
| 3. Данія     | 1:13 | 0:7  |      | 10:1 | 11:21 | 2 |
| 4. Австрія   | 1:9  | 4:4  | 1:10 |      | 06:23 | 1 |

Група 2
| Збірна      | 1    | 2   | 3   | 4    | ШЗ/ШП | О |
| ----------- | ---- | --- | --- | ---- | ----- | - |
| 1. Болгарія |      | 5:5 | 5:1 | 10:3 | 20:09 | 5 |
| 2. Румунія  | 5:5  |     | 4:4 | 5:5  | 14:14 | 3 |
| 3. Норвегія | 1:5  | 4:4 |     | 4:3  | 09:12 | 3 |
| 4. Франція  | 3:10 | 5:5 | 3:4 |      | 11:19 | 1 |

### Стикові матчі
| 7-е місце | Австрія   | 7:4 (2:1, 2:0, 3:3) | Франція  |  |
| 5-е місце | Норвегія  | 3:1 (2:1, 0:0, 1:0) | Данія    |  |
| 3-є місце | Югославія | 4:3 (0:1, 3:1, 1:1) | Румунія  |  |
| Фінал     | Швейцарія | 7:6 (4:0, 2:4, 1:2) | Болгарія |  |

Збірні Швейцарії та Болгарії підвищилась до Групи «А».